# الانزو
الانزو (به لاتین: Alanzu) یک منطقهٔ مسکونی در میانمار است که در ناحیه باگو واقع شده‌است.